# Frédéric Fonteyne
Frédéric Fonteyne (Uccle, 9 gennaio 1968) è un regista belga.

## Biografia
Trascorre l'infanzia a Bruxelles dove, adolescente, consegue il diploma in regista cinematografico e televisivo allo I.A.D. (Insitut des Arts de Diffusion). Successivamente accede alla Fondation Belge de la Vocation, dove si laurea in regia. Con il cortometraggio La modestie è presente nel 1992 alla Mostra del Cinema di Venezia, mentre nel 1997 realizza il suo primo lungometraggio, Max et Bobo. Nel 1999 il festival di Venezia premia la protagonista del suo film Una relazione privata, Nathalie Baye, con la Coppa Volpi. Nel 2004 vince il premio André Cavens per La donna di Gilles. Partecipa di nuovo al festival di Venezia nel 2012 con Tango Libre, aggiudicandosi il Premio Speciale della Giuria della sezione Orizzonti.

## Filmografia
- Bon anniversaire Sergent Bob, cortometraggio (1988)
- Les Vloems, cortometraggio (1989)
- La modestie, cortometraggio inserito nel lungometraggio Les sept peches capitaux (1991)
- Bob le deporable, cortometraggio (1993)
- Max et Bobo (1997)
- Una relazione privata (Une liaison pornographique, 1999)
- La donna di Gilles (La femme de Gilles, 2004)
- Tango Libre (2012)
- Donne di mondo (Filles de joie)

## Premi e riconoscimenti
- Per Max et Bobo vince l'International Independent Award al Festival Internazionale di Mannheim-Heidelberg (1998).
- Per Una relazione privata vince il premio al miglior film allo European Union Media Prize (2000), Premio del pubblico al Tromsø International Film Festival (2000).

Premio Magritte - 2022
Candidatura a miglior film per Donne di mondo (Filles de joie)